# Führer-Begleit-Regiment
Het Führer-Begleit-Regiment was een Duitse eenheid ter grootte van een regiment van de Wehrmacht in de Tweede Wereldoorlog. Deze eenheid was belast met de bescherming en verdediging van de Führer, Adolf Hitler. 

## Geschiedenis
Het Führer-Begleit-Regiment werd in september 1944 omgevormd uit het Führer-Begleit-Batallion.
Op 26 januari 1945 werd het regiment omgedoopt in Pantsergrenadierregiment 100 als deel van de Führer-Begleit-Divisie.

## Samenstelling
- 1.-2. Panzergrenadierkompagnie
- 3. SS-Panzergrenadierkompagnie
- 4. Schwere Panzergrenadierkompagnie
- 5. Panzerkompagnie
- 6. Grenadierkompagnie
- 7. SS-Grenadierkompagnie
- 8. Schnelle Kompagnie
- 9. Schwere Kompagnie
- 10 . Flak-Kompagnie
- 11 . Sturm-Pionierkompagnie

## Commandanten

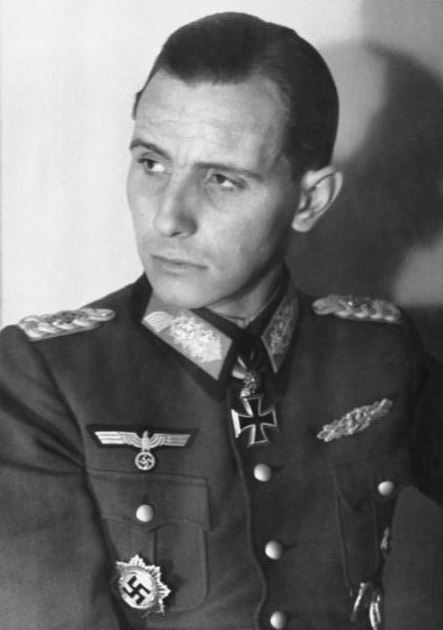
Otto Remer in 1945

| Rang   | Naam             | Begin          | Eind          |
| ------ | ---------------- | -------------- | ------------- |
| Oberst | Otto Ernst Remer | september 1944 | november 1944 |